# Мирза Азиз Кока
Мирза Азиз Кока (Хан-и-Азам), также известен как Кокальташ (1542—1624) — крупный могольский военачальник и аристократ, молочный брат императора Акбара, субадар Гуджарата (1573—1575, 1588—1592, 1600—1606, 1609—1611). Тесть принцев Султана Мурада-мирзы и Султана Хусрау-мирзы.

## Биография
Он был сыном Шамс-ул-дина Атаки-хана (? — 1562), первого министра третьего могольского императора Акбара, и Джиджи Анги, кормилицы Акбара. Носил прозвище тюркское прозвище «Кока» или «молочный брат». Атака-хан был убит Адхам-ханом, сыном Махам-Анги, одной из кормилец Акбара, в 1562 году. В том же году Адхам-хан был казнен по приказу Акбара. В 1566—1567 годах Азиз Кока построил гробница для своего отца в Дели.
В 1573 году могольский император Акбар завоевал Гуджаратский султанат и назначил Мирзы Азиза Коку первым субадаром (наместником) образованной Гуджаратской субы. В том же 1573 году гуджаратцы подняли восстание и осадили Азиза Коку в Ахмадабаде. На помощь своему молочному брату прибыл сам император Акбар во главе могольской армии и подавил восстание.
В 1579 году Мирза Азиз Кока был назначен субадаром Бихара и получил от Акбара приказ подавить восстание в Бенгалии. Однако он не предпринимал никаких действий до следующего года, когда мятежники напали на Бихар. В 1586 году Мирза Азиз Кока получил приказ руководить могольской армией во время военных действий в Декане.
Император Акбар был очень снисходителен к Азизу Коке, своему молочному брату и товарищу по детским играм. Тем не менее Азиз Кока не слишком охотно повиновался приказам императора Акбара. Он особенно был против закона Акбара клеймить всех лошадей и не мог принять простирания в новом придворном ритуале при дворе Акбара. Когда в 1592 году Азиза Коку вызвали к императорскому двору, он вместо этого отправился в паломничество в Мекку. Там он потратил много денег на благочестивые дела в течение полутора лет, пока Акбар не простил его и не восстановил его положение при дворе.
В 1605 году после смерти Акбара и вступления на престол его сына Джахангира Мирза Азиз Кока лишился всех должностей, поскольку он вместе с раджой Ман Сингхом поддержал восстание принца Хусрау-мирзы, старшего сына Джахангира. Восстание Хусрау-мирзы было подавлено в 1606 году. Сначала в 1607 году он был ославлен, а позднее казнен. Хотя император Джахангир никогда не имел прямых доказательств против Ман Сингха и Азиза Коки, чтобы казнить их, он лишил их влияния при дворе и упрекал в Джахангир-наме. В 1609 году Мирза Азиз Кока был помилован Джахангиром и восстановил своё положение при дворе, но его дети никогда не могли вернуть себе императорское покровительство, как это было при жизни их отца.
Его дочь, Хабиба Бану Бегум, в 1587 году вышла замуж за принца Султана Мурада-мирзу (1570—1599), четвёртого сына Акбара, и родила двух сыновей, принца Рустама-мирзу (род. 1588) и принца Алама-мирзу (род. 1590). Принц Султан Хусрау-мирза (1587—1622), старший сын императора Джахангира, также был женат на одной из дочерей Мирзы Азиза Коки. У супругов было два сына, принц Давар Бахш (ок. 1607—1628) и принц Буланд Ахтар-мирза (род. 1609).